# Ferula renardii
Ferula renardii là một loài thực vật có hoa trong họ Hoa tán. Loài này được (Regel & Schmalh.) Pimenov mô tả khoa học đầu tiên năm 1981.